# سابولتش هوستي
زابولتش هوستي (بالمجرية: Huszti Szabolcs)‏ (مواليد 18 أبريل 1983 في ميسكولتش) لاعب كرة قدم مجري دولي يجيد اللعب في خط الوسط . يلعب حاليا لصالح نادي زينيت سانت بطرسبرغ الروسي منذ 2009 .

## روابط خارجية
- سابولتش هوستي على موقع الاتحاد الأوربي (الإنجليزية)
- سابولتش هوستي على موقع اتحاد المجر (الهنغارية)
- سابولتش هوستي على موقع إي إس بي إن إف سي (الإنجليزية)
- سابولتش هوستي على موقع قاعدة بيانات كرة القدم.إي يو (الإنجليزية)
- سابولتش هوستي على موقع بيانات كرة القدم. دي إي (الألمانية)
- سابولتش هوستي على موقع ليكيب (الفرنسية)
- سابولتش هوستي على موقع ناشيونال فوتبول تيمز (الإنجليزية)
- سابولتش هوستي على موقع Soccerbase.com (لاعب) (الإنجليزية)
- سابولتش هوستي على موقع Soccerway.com (الإنجليزية)
- سابولتش هوستي على موقع عالم كرة القدم.نت (الإنجليزية)